# Johann Vincenz Cissarz
Johann Vincenz Cissarz, född 22 januari 1873 och död 22 december 1942, var en tysk konstnär och konstpedagog.
Cissarz blev professor i Stuttgart 1906 samt i Frankfurt am Main 1916. Cissarz har särskilt gjord sig känd inom konsthantverkets olika grenar, främst inom bokutsmyckningen och den konstnärliga affischen. Som ornamentist var Cissarz originell och uppslagsrik.

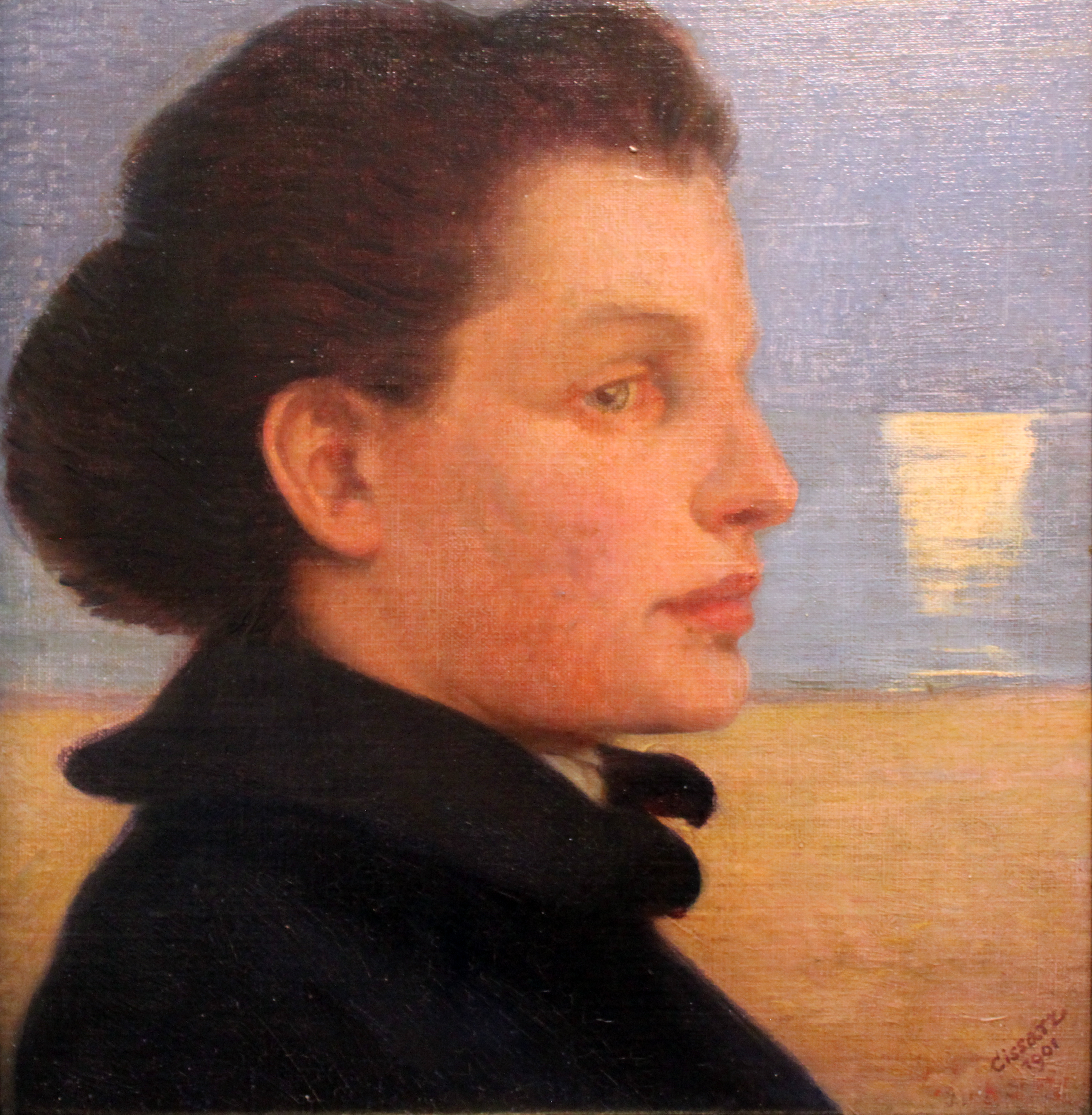
Porträtt av en kvinna i havet, 1901, Städel
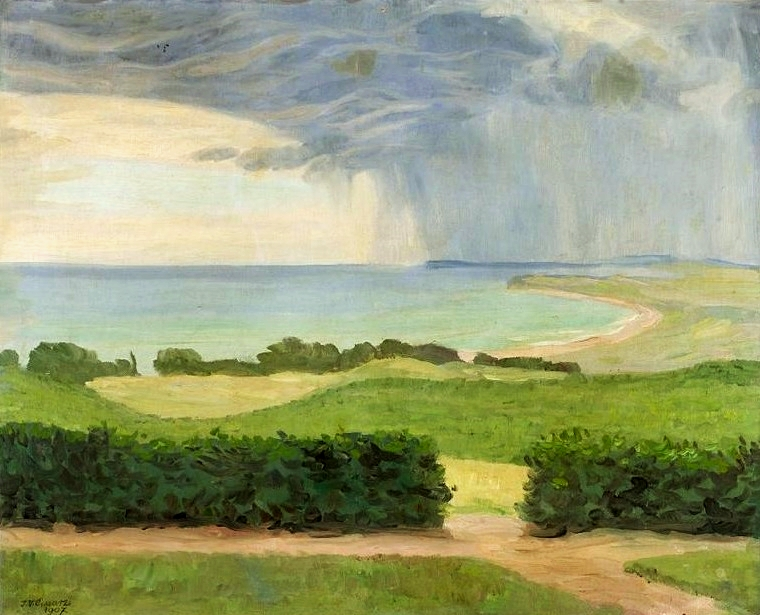
landskap med vatten, 1907, National Museum, Warszawa